# Amt Soltau
Das Amt Soltau war ein historisches Verwaltungsgebiet des Königreichs Hannover bzw. der preußischen Provinz Hannover.

## Geschichte
Das Amt geht auf die frühere Amtsvogtei Soltau zurück, die aus dem Kirchspiel Soltau mit 16 Bauerschaften und der kanzleisässigen Stadt Soltau bestand. Das Kirchspiel entsprach einem Gogerichtssprengel. 1378 hielt der Celler Vogt dort Gericht. Um 1528 erscheint der erste (Amts-)Vogt. Die Amtsvögte übernahmen nach und nach die Aufgaben und Befugnisse des Celler Großvogts. 1756 wurde die Amtsvogtei mit der in Fallingbostel vereinigt und das Soltauer Amtshaus veräußert.
1852 wurden die Amtsvogteien Fallingbostel und Soltau wieder getrennt und aus dem bisherigen Soltauer Sprengel mit Teilen der früheren Amtsvogteien Bergen und Hermannsburg sowie der Ämter Ebstorf und Winsen (Luhe) das neue Amt Soltau gebildet. 1859 wurde es um das nur kurzzeitig bestehende Amt Schneverdingen vergrößert.
Ab 1867 bildete das Amt Soltau mit den Ämtern Ahlden, Bergen und Fallingbostel den (Steuer-)Kreis Fallingbostel. Das Amtsgebiet umfasste 1869 16.257 Einwohner in 61 Gemeinden. 1885 wurde es in die Kreisverfassung überführt. Eine Gemeinde fiel dabei an den Kreis Rotenburg.

## Amtmänner
- 1763–1771: Heinrich Georg Ludwig Wackerhagen, Amtsschreiber in Fallingbostel und Soltau
- 1852–1854: Lüder Arenhold, Amtmann
- 1855: Otto Carl Bruno von Hohnhorst, Amtsassessor
- 1856–1863: Anton Mensching, Amtmann
- 1864–1867: Johann Heinrich August Hermann Stuckenschmidt, Amtsassessor
- 1868–1869: Gustav Eduard Amallo Wulf Wynecken, Amtmann
- 1870–1881: Rudolph Böning, Amtmann
- 1881–1882: Bruno von Hohnhorst (Amtmann in Bergen, mit der Wahrnehmung der Geschäfte des Amtes Soltau beauftragt)
- 1883–1885: Carl August Bruno Wellenkamp, Amtmann (1885–1888 Landrat des Kreises Soltau)